# Xarxa Global de Renda Bàsica
La Xarxa Global de Renda Bàsica (BIEN, per les seves sigles en anglès) és una xarxa d'acadèmics i activistes compromesos amb la idea de la renda bàsica. Serveix d'enllaç entre individus i grups interessats en la renda bàsica i fomenta la discussió informada sobre aquesta qüestió a nivell internacional. El seu lloc web defineix la renda bàsica com «un pagament periòdic en efectiu lliurat incondicionalment a tothom de manera individual, sense cap tipus de prova de recursos ni requisit laboral».

## Història
Formada el 1986, va celebrar la seva primera conferència internacional a Lovaina-la-Neuve el mes de setembre d'aquell any. Els cofundadors de BIEN van ser Yoland Bresson, Philippe Van Parijs, Claus Offe, Karl Widerquist, Alexander de Roo, Guy Standing i David Casassas.
Cada dos anys fins al 2014, i cada any des del 2016, BIEN ha organitzat un congrés internacional que reuneix acadèmics i activistes per la renda bàsica. El congrés de 2016 va tenir lloc a Seül, el de 2017 a Lisboa, el de 2018 a Tampere i el de 2019 a Hyderabad. Les comunicacions presentades als congressos es poden consultar al web de l'organització. BIEN reconeix una sèrie de xarxes nacionals i regionals afiliades a tot el món.